# 애월중학교
애월중학교(涯月中學校)는 대한민국 제주특별자치도 제주시 애월읍 애월리에 있는 공립 중학교이다.

## 학교 연혁
- 1946년 1월 20일 : 애월중학교(3년제) 개설
- 1947년 6월 18일 : 애월중학원 설립인가(제주도지사)
- 1947년 7월 5일 : 애월공립초급중학교(3년제) 설립인가
- 1947년 10월 15일 : 개교(초대 교장 장응선, 애월리 456번지)
- 1950년 4월 29일 : 교명 변경(애월농업중학교 4년제)
- 1951년 8월 31일 : 교명 변경(애월중학교 3년제)
- 1953년 4월 25일 : 애월상업고등학교 개교 및 병설운영(~1975.02.28)
- 1979년 12월 26일 : 신축 이설(애월로 15길-8. 애월리 419)
- 1990년 5월 30일 : 송암 도서관 준공(제8회 김평해 동문 기증)
- 2011년 3월 1일 : 제주형 자율학교 운영(2011~2016)
- 2017년 3월 1일 : 다혼디배움학교(제주형혁신학교) 지정
- 2019년 5월 30일 : 글마루 도서관과 시청각실 증축 준공
- 2021년 4월 26일 : 해담관(다목적강당 및 급식실) 증축 준공
- 2022년 9월 1일 : 제33대 교장 이영렬 선생 부임
- 2025년 1월 7일 : 제78회 졸업식 졸업생 80명(총 졸업생수 12,149명)
- 2025년 3월 1일 : 제주형 자율학교(IB학교) 운영
- 2025년 3월 1일 : 13학급 편성 운영(1학년 5학급, 2학년 4학급 , 3학년 4학급)

## 참고 자료
- 애월중학교 - 한국교육학술정보원 학교알리미